# 医業
医業（いぎょう）とは、業として、医行為（医療行為）を行うことをいう。
日本では、医業について医師法第17条に「医師でなければ、医業をなしてはならない。」と規定されており、医師（医師免許を持つ者）以外が行なうことを禁止している。これに対して、歯科医師法第17条に「歯科医師でなければ、歯科医業をなしてはならない。 」と規定されている歯科医業があるが、医業と歯科医業が重複することもある。（重複している部分は、医師、歯科医師ともに医療行為を行ってもよい。）
ここでいう「医療行為」の意味については、内容が多岐に渡るのみならず医学の進歩に伴い内容が変化するものでもあるため、定義自体に混乱・争いがある。また、医療行為の侵襲性についての解釈にも見解の対立がある。
なお体温測定、血圧測定、パルスオキシメーターによる動脈血酸素飽和度の測定、軽微な切り傷や擦り傷の処置、服薬介助などが医療行為に該当しないことについては、2005年の医政局長通知 で提示されている。

## 定義
厚生省の厚生科学研究報告書（1989年度）は、医師法第17条「医師でなければ医業をなしてはならない」（業務独占）における「医業」について、「医行為を業として行うこと」と説明している。「医行為」は医療及び保健指導に属する行為のうち，医師が行うのでなければ保健衛生上危害を生ずるおそれのある行為と解され、「業」は反復継続の意志を持って不特定の者または多数の者に行う行為と解される。
2012年、厚生労働省のワーキンググループにおいて厚生労働省担当者は「法令上には『医行為』という言葉は出てこないのですが、判例及び通説によって『医師の医学的判断をもってするのでなければ人体に危害を及ぼし、又は危害を及ぼすおそれのある行為』として一般的に解釈されています。この医行為を反復継続して業として行えるのは医師のみということで、医師の独占業務になっています。参考に、医師法第17条でそれが書かれております」と説明している。
上述の「医行為」は「狭義の医行為」を意味している。

### 医行為に含まれない行為
2007年、国立国会図書館調査及び立法考査局の『レファレンス』誌は、資格法が存在する「あん摩」「マッサージ」「指圧」「はり」「きゅう」「柔道整復」について、「医業類似行為は、その業務独占違反の罰則が他と比較して軽いことから推測されるように人体への危害を及ぼすおそれが相対的に小さく、一般的には医行為には含まれないと理解されている…。…医業類似行為が医行為に含まれないならば、医師が医業類似行為を業として行えることは当然とはいえず、あん摩マッサージ指圧師、はり師、きゅう師等に関する法律第1条や柔道整復師法第15条のような明文の規定があって初めて医師がこれを業としてなしうることとなる」と説明している。
2008年、東京地方裁判所は、「柔道整復」は医行為に該当するため、これを業として行うことは「医業」に該当する、という原告（柔道整復師）の主張を退けた。同裁判所は、資格法が存在する「あん摩」「マッサージ」「指圧」「はり」「きゅう」「柔道整復」について、医行為ではなく、医業類似行為だと説明している。
2009年、東京高等裁判所は、「柔道整復」の一部である保険対象施術は医行為に該当するため、これを業として行うことは「医業」に該当する、という控訴人（柔道整復師）の主張を退けた。同裁判所は「柔道整復…の施術は、一般的に医行為と比べて危険度の低い行為であるし、医師ではなく柔道整復師が施術をすることから、その業務の範囲や施術法について制限がある（柔道整復師は外科手術、薬品の投与等ができないし、医師の同意がなければ原則として脱臼又は骨折の患部に施術をすることができない（柔道整復師法16条、17条）。）のであるから、一般的に柔道整復が医行為に当たるということはできない。また、仮に、柔道整復の一部に…医行為に重複するものがあり得るとしても、柔道整復師の資格・技能は、医師の資格・技能とは異なるから、…施術の限られた一部が重複することから、直ちに柔道整復が…医行為と一般的に同質のものであるということはできない。」と説明している。

### 医師の指示下で行う医行為
日本の看護師は、保健師助産師看護師法（保助看法）で定められた「療養上の世話」「診療の補助」を業として行う者である。看護師が医師の指示下で行う医行為（医療行為）は「診療の補助」として行われる。看護師の業の範囲を超える医行為（医療行為）は、医師の指示があったとしてもできない。
2012年、厚生労働省のワーキンググループにおいて厚生労働省担当者は「看護師以外の医療関係職種が医行為を実施できる根拠は、それぞれの資格法の中で保助看法の規定にかかわらず診療の補助として何々を行うことができるという旨の規定で、その部分が他職種もできるようになっております」と説明している。
2014年、日本学術会議連携会員で兵庫県立大学看護学部学部長の内布敦子は「医業は医師法によって医師の業務独占として位置づけられている。看護師は医業を行うことはできないが医師の指示のもとに診療補助行為を行う。」と述べている。

### 法律
1874年、医制が公布された。医制第40条は、医師の開業免状に関して、「開業免状ヲ所持セスシテ病客に處方書ヲ與ヘ手術ヲ施ス者ハ科ノ軽重ニ應シテ其處分アルヘシ」と規定している。
1880年、刑法が制定された。同法第256条は「官許ヲ得スシテ醫業ヲ爲シタル者ハ…罰金二處ス」と規定している。
1906年、医師法が制定された。同法第11条は「免許ヲ受ケスシテ醫業ヲ爲シタル者、…罰金二處ス」と規定している。
1942年、医師法が国民医療法に統合された。同法第8条は「醫師二非ラザレバ醫業ヲ…爲スコトヲ得ズ」と規定している。
1947年12月、厚生委員会においてあん摩、はり、きゆう、柔道整復等営業法案が審議された。政府委員は、「医業類似行為」の語における「医業」について、医師の行う医業を意味すると説明している。当該医業に「あん摩」「はり」「きゅう」等は含まれない。同月、あん摩、はり、きゆう、柔道整復等営業法が制定された。
1948年6月、厚生委員会において医師法案が審議された。政府委員は、医業といわゆる医業類似行為の関係について、まだ客観的に確定した解釈はないと断った上で、広い意味において医業といえば、いわゆる医業類似行為もこれに含まれる、と説明している。翌月、医師法が制定された。同法第17条は「医師でなければ、医業をなしてはならない。」と規定している。

## 広告規制
日本においては医療法に基づき、医業の標榜科、広告規制が存在する。

## 医師以外による医業
個別法により限定的に医行為が可能である。
- 助産師

### 違法性
医師法第17条は医師以外による医業を禁止している。
看護師が医師にしか行えない行為（絶対的医行為）を業として行った場合は医師法第17条違反となる。また、保助看法第5条の「診療の補助」（相対的医行為）を医師の指示なしに業として行った場合は保助看法違反（または医師法第17条違反）となる。
無資格者が医師にしか行えない行為（絶対的医行為）を業として行った場合は医師法第17条違反となる。また、保助看法第5条の「診療の補助」（相対的医行為）を業として行った場合は保助看法違反（または医師法第17条違反）となる。

### 介護職
1990年代後半から、ホームヘルプサービスの従業者（介護福祉士やホームヘルパーなど）が慢性疾患の患者に対して業務上の介護をするとき、どこまでが医業の範囲として禁止され、どこからが介護の範囲として認められるのかという議論がある。この議論は、
- 在宅の筋萎縮性側索硬化症 (ALS) 患者に対して、家族が頻繁に痰の吸引を行い続けることは大きな負担であり、
- しかし、その家族の負担を和らげるには訪問看護のサービス量が不足しており、
- 一方で、気管内吸引が医療行為に該当するか否かが明確でない、

という理由から提起された。
これに対して、ALS患者の吸引は2003年に、ALS以外の在宅療養患者や身体障害者の吸引は2005年に、それぞれ厚生労働省医政局長から各都道府県知事へ通知されている。これらの通知では、痰の吸引は医療行為であるとの見解を示しつつ、医師でも家族でもない第三者（「家族以外の者」）が、医師などの指導などの条件下で吸引を行うことは「当面やむを得ない措置」としている。しかし一方で、これら吸引はホームヘルプサービスの業務として行われるものではないとも指摘されている。
また、特別支援学校の教員による重度障害児への痰の吸引と経管栄養については2004年に、特別養護老人ホームの介護職員による痰の吸引と経管栄養については2010年に、それぞれ一定の条件下で認める局長通知が発出された。
このような状況が生じる原因の1つとしては、医師法によって医師以外が医業を行うことが禁止されているにもかかわらず、医業の範囲がまったく示されていないことが挙げられる。これに対して、2011年に介護サービスの基盤強化のための介護保険法等の一部を改正する法律によって社会福祉士及び介護福祉士法が改正され、現在は一定の研修を修了した介護職員や教員などが喀痰吸引や経管栄養を実施することが可能となっている。